# مصطفى الأشرف
مصطفى الأشرف (7 مارس 1917 - 13 يناير 2007) كاتب ومؤرخ وعالم اجتماع جزائري. ينحدر من عرش العذاورة فرقة أولاد بوزيان بدوار الكرمة بلدية شلالة العذاورة(Maginot). ولد مصطفى الأشرف في 7 مارس 1917 بمدينة شلالة العذاورة الواقعة بالهضاب العليا، أقصى جنوب ولاية المدية، الجزائر. ودرس في جامعة السوربون في باريس. بعد التخرج عاد ليعمل في ليسيه مستغانم، وانضم إلى حزب الشعب الجزائري عام 1939، وكانت له مشاركات واسعة متميزة في الصحافة النضالية مكنته من التنقيب عن العديد من الأصول التاريخية الجزائرية، ومن تكوين رؤية نضالية مرتبطة اشد الارتباط بنضال الشعب الجزائري عامة. التحق مصطفى الأشرف بالثورة الجزائرية منذ الشرارة الأولى، وفي أكتوبر 1956 القي عليه القبض في حادثة القرصنة الشهيرة إلى جانب أربعة قياديين آخرين (بن بلة، آيت أحمد، بوضياف، محمد خيضر) ليقضي عدة سنوات في السجن·
كان عضوا في المجلس الوطني للثورة، ومن المشاركين في صياغة ما يسمى ببرنامج طرابلس، ذلك الذي حدد بكل وضوح الأساس الذي تقوم عليه الدولة الجزائرية، أي طابعها الديمقراطي الشعبي. وبعد الاستقلال شغل مناصب عديدة من بينها مستشار لدى الرئيس هواري بومدين؛ حيث شارك في صياغة الميثاق الوطني وعين بعد ذلك وزيرا للتربية الوطنية، ثم سفيرا لبلاده في أمريكا اللاتينية. بعد الأحداث والتقلبات الخطيرة التي عرفتها الجزائر، والتي كادت تطيح بدولتها، انتمى مصطفى الأشرف إلى المجلس الاستشاري الوطني.

## ظروف نشأته
كان أبوه موظفا في جهاز العدالة، الأمر الذي مكّنه من مزاولة تعليمه في مدينة الجزائر بثانوية بن عكنون والمدرسة الثعالبية، ليواصل بعدها دراسته العليا في جامعة السربون بفرنسا. وعقب تخرجه، مارس التعليم في العديد من الثانويات لبعض الوقت في الجزائر وفرنسا. إن ما يلفت الانتباه في حياته أنه رضع ثقافتي الريف والمدينة على حد سواء، باعتبار أبيه «فحصيا» من الريف، وأمه «حضرية» من قصبة مدينة الجزائر، ولا شك أن ذلك قد مكّنه من الإحاطة بمكونات الثقافة الجزائرية إحاطة عميقة، وساعده على صقل توجهه الوطني عند بلوغه سن الرشد.

## كتاباته
شغلت الكتابة، بمختلف أشكالها، حيزا هاما في حياة مصطفى الأشرف، وكان إنتاجة جد زاخر وثري. بدأ الأشرف قصته مع الكتابة من خلال الصحافة المكتوبة ونشر أول نصوصه الأدبية في La dépêche algérienne وle quotidien d'Alger وL'action algérienneالتابعة لحزب الشعب الجزائري، كتب عدة مقالات حول بعض الكتب والروايات الصادرة آنذاك، نشرت في عدة جرائد ومجلات أدبية• ولقد تعددت المقالات التي كان يكتبها في مختلف المنشورات. أ
ما عن الكتب التي قام بنشرها فهي أيضا عديدة وذات مواضيع مختلفة، وكان أولها في عام 1947 تحت عنوان Petits poèmes d Alger وهي مجموعة شعرية.
في عام 1953، نشر كتابه الثاني بعنوان Chansons de jeunes filles arabes • 
وكان أول كتاب له Colonialisme et féodalités,indigènes en Algérie إفي إطار الفكر الاجتماعي، والذي كان طرحا ومحاولة لشرح كل هذه العناصر في المجتمع الجزائري في تلك الفترة، وقد نشر الكتاب عام.1954 وقد سجل عام 1965 ميلاد أهم كتاب له في علم الاجتماع التاريخي، تميز بعمق التحليل وغزارة الأفكار والمعلومات الواردة وقوة المرجعية المعتمدة، الكتاب نشر تحت عنوان الجزائر أمة ومجتمع عند Maspero في فرنسا• وقد تم إعادة نشره في الجزائر عام.1988 وتواصلت كتاباته، ففي عام 1981 نشر كتابالتاريخ، الثقافة والمجتمع عند المركز الثقافي الجزائري.
وشهد عام 1982 صدور كتاب مهم لمصطفى الأشرف في سياق الفكر الاجتماعي بعنوان Algérie et tiers-monde وكان عبارة عن جملة تحاليل ونصوص تتناول موقع الجزائر في العالم، وكذا تفاعلها مع الأوضاع الدولية والرهانات المعاصرة. يعود مصطفى الأشرف، وبعد قطيعة طالت إلى النصوص الأدبية، وذلك من خلال كتاب Littérature de combat, essais d introduction وذلك عام1991. وإن لم يكن الكتاب أدبيا محضا، إلا أنه مزيج من النقد الأدبي والأدب مع ربط الكل بالمقاومة. ومع تقدم سنه، وبعد أزيد من خمسين سنة من التأريخ الاجتماعي للجزائر، فكر مصطفى الأشرف في التأريخ لحياته الحافلة بالأحداث والتجارب الإنسانية، وقرر كتابة سيرته الذاتية• وعلى خلاف الطرق المعتمدة في هذا النوع من الكتب، انفرد الأشرف بطريقة خاصة في كتابته لسيرته الذاتية، حيث ابتعد عن السرد الروائي وكتبها بأسلوب السرد التاريخي، وكأنه يكتب عن أحداث تاريخية، ومزج بين تاريخ حياته وتاريخ بلاده، وبهذا جاء ميلاد Des noms et des lieux, mémoire d une Algérie oubliée وكان ذلك عام 1998 عند دار القصبة للنشر الكتاب، وقد نال الكتاب شهرة كبيرة، وترجم إلى اللغة العربية تحت عنوان أعلام ومعالم، مآثر عن جزائر منسية. وآخر ما نشر لمصطفى الأشرف كان عام 2005 تحت عنوان القطيعة والنسيان Les ruptures et l oubli وكان عبارة عن دراسة تحليلية للاديولوجيات التخلفية والرجعية في الجزائر، وذلك خلال العشرية السوداء وتصاعد العنف.
هي إذن، مسيرة أكثر من خمسين عام في ضيافة الفكر والتأليف والعمل والجهد المضني في خدمة القضية الوطنية بكل أبعادها، سواء قبل الاستقلال أو بعده، حيث ساير هذا الرجل الوطن في كل مراحله وأوضاعه، وساهم بقلمه في تنوير أبناء جيله، هذا الرجل الذي لم ينقطع يوما عن أحلام الجزائر، أراد جزائر للجميع، وخاصة للجزائريين، رجل فضل الوطنية على القومية، العقلنة على المعاصرة المتهورة، بعيدا عن كل الشعارات الفارغة التي لا تؤسس لأي فكر أو هوية.

## اعتناقه للفكر السياسي التحرري
كانت مظالم الاستعمار الفرنسي بارزة للعيان، إلى درجة أن صار الجزائري يشعر بالغبن والحيف، حيثما حل وارتحل، في الشارع والمدرسة والحقول ومجالات العمل الأخرى، فحتى الجزائريون المحظوظون - الذين نالوا حظا من التعليم - لم يشفع لهم امتلاكهم لناصية اللغة الفرنسية، فعلى سبيل المثال لا الحصر دأب المعمّرون على رفض جلوس أبنائهم بجنب أبناء «الأهالي» في المدارس، ورفض مجاورتهم في السكن، أو الاحتكاك بهم حتى في المجال الرياضي الذي عرف فصلا بين فرق المعمرين وفرق الجزائريين (!).
والحق أن هذه السياسة العنصرية القاهرة المفروضة على الجزائريين في عقر دارهم، قد أدت إلى إشاعة السخط والتذمر والشعور بالمذلة في أوساطهم، ثم لم تلبث أن لعبت دورا لا يستهان به في بعث الشعور الوطني لدى الجزائريين. لذلك فمن الطبيعي أن ينجذب مصطفى لشرف الشاب المتخرج من الجامعة لتوِّه، نحو الفكر السياسي التحرري، الذي تبناه «حزب الشعب الجزائري»، وكان ذلك قبيل اندلاع الحرب العالمية الثانية، وهذا وقد وضع قلمه ولسانه في خدمة أفكار الحزب الوطنية ذات البعد التحرري. وفي هذا السياق، كتب في منابرها الصحفية السرية (البرلمان الجزائري، العمل الجزائري) وغيرها. وعندما ظهر الحزب من جديد باسم (حركة انتصار الحريات الديمقراطية سنة 1946م)، أهله مستواه المعرفي والسياسي لتبوُّؤ منصب كاتب المجموعة البرلمانية، ثم انتقل إلى النضال في فرنسا حيث ساهم في نشر أفكار الحزب عبر صحافة الحزب، خاصة صحيفة (النجم الجزائري) التي تولّى رئاسة تحريرها.

## دوره في الثورة وبناء الدولة
هذا وقد واصل في تأدية مهامه الإعلامية والدعائية أثناء الثورة الجزائرية، إلى أن ألقي القبض عليه مع قادة للثورة، في حادثة اختطاف طائرتهم من قبل السلطات الفرنسية في أكتوبر 1956م، وبعد أن أطلق سراحه لأسباب صحية، فرضت عليه الإقامة الجبرية، لكنه نجح في الانفلات من قبضة الفرنسيين والالتحاق بصفوف الثورة. ثم ساهم في إعداد برنامج مؤتمر طرابلس، وكلف بقراءته أمام المؤتمرين في جلسة المجلس الوطني للثورة الجزائرية بصفته عضوا فيه. أما بعد استرجاع الاستقلال، فقد ظل شخصية بارزة في المجالين السياسي والثقافي، ساهم في تحرير وصياغة الاختيارات السياسية الكبرى للدولة الجزائرية، كما تبوأ منصب وزير التربية، ليعين بعده مندوبا دائما للجزائر لدى منظمة (اليونسكو)، ثم أنهى مساره السياسي - باعتباره رجل دولة - في منصب السفير. وبعد الانفتاح السياسي ساهم في تأسيس حزب (التحاف الوطني الجمهوري) إلى جانب رفيق نضاله رضا مالك.